# Last Contact
Last Contact (orig. Last Sentinel) ist ein deutsch-estnisch-britischer Science-Fiction-Spielfilm aus dem Jahr 2023. 

## Handlung
Der Film spielt im Jahr 2063 in einer Welt mit zerstörtem biologischen Gleichgewicht. Ein verbliebener Rest der Menschheit lebt in zwei Kontinenten, die als Staaten verfeindet sind. Eine der beiden Seiten verfügt über eine Atombombe, die auf einer Plattform mitten im Meer stationiert ist. Die Folgen einer Explosion und die dadurch verursachte Flutwelle würde auch die beiden verbliebenen Kontinente noch zerstören. Die dramatische Handlung entwickelt sich dort zwischen den vier Militärangehörigen, die diesen Stützpunkt bewachen. Sie hatten sich für zwei Jahre Dienst verpflichtet, aber ihre Ablösung ist bereits drei Monate überfällig. Ein Funkkontakt mit dem Heimatkontinent ist nicht mehr möglich. Sullivan und Cassidy haben eine heimliche Liebesbeziehung. Als sich ein Schiff nähert, fährt Sullivan mit einem kleinen Boot dorthin, findet aber keine Besatzung. Der etwas eigenbrötlerische Baines repariert das Schiff, um mit den anderen damit nach Hause zu fahren. Hendrichs verhindert dies, um die militärische Aufgabe weiter zu erfüllen, und lässt das Schiff zerstören. Als Baines den Befehl verweigert und Hendrichs auf ihn schießt, schlägt Cassidy Hendrichs nieder. Dieser wird in einer Kammer festgesetzt und begeht schließlich Selbstmord. Später stellt sich heraus, dass das Schiff ihre Ablösung bringen sollte. Cassidy, die in Wirklichkeit vom gegnerischen Kontinent stammt, hatte es heimlich aufgesucht und die Besatzung erschossen. Ebenso erweist sich der Selbstmord von Hendrichs als Mord durch Cassidy. Als sie ohne Baines von einem Außenbordeinsatz zurückkehrt, sagt Sullivan ihr auf den Kopf zu, dass sie auch diesen ermordet habe. Er löst die Atombombe aus, die allerdings nicht explodiert. Baines hatte sie vor seinem Tod noch sabotiert, um die Vernichtung der verbliebenen Tierwelt zu verhindern.

## Veröffentlichung
Der Film lief ab dem 27. Juli 2023 in den deutschen Kinos. Bis zum 26. Dezember 2024 war er auf Amazon Prime zu sehen.

## Kritiken
Das Filmportal Horrormagazin.de gestand dem Film eine gute Grundlage zu, die aber durch ein zu langes Drehbuch und zu wenig Action belastet werde. Er erhielt eine Bewertung von 3 von 5 möglichen Punkten.
Der Filmdienst bezeichnete das Werk als 
„ungewöhnliche, langsam erzählte Mischung aus Science-Fiction, Thriller und Kammerspiel, die sich Spannungsmomenten und Actionszenen weitgehend verweigert und sich ganz auf die Beziehungen der Charaktere und ihre Motive konzentriert“.